# Cuencas costeras e islas entre río Salado y río Copiapó
Las cuencas costeras e islas entre río Salado y río Copiapó son varias cuencas litorales exorreicas colindantes de flujo intermitente que desembocan en el océano Pacífico entre la cuenca del río Salado (Chañaral) y la cuenca del río Copiapó y que con fines administrativos y de estudio han sido reunidas en el ítem 033 del inventario de cuencas de Chile (BNA). En el Anexo:Inventario de cuencas de Chile (DARH) llevan el número 0304.

Ítem 033 del inventario de cuencas BNA.

## Límites

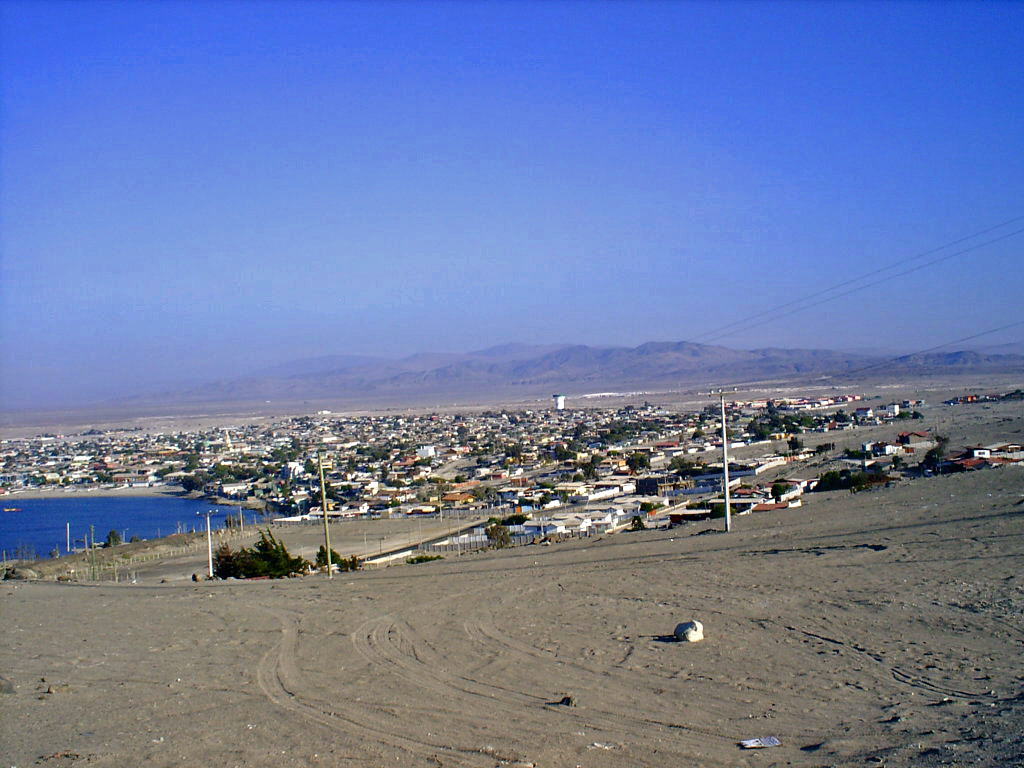
El puerto de Caldera esta emplazado sobre las planicies litorales: un plano levemente ascendente en dirección al oriente.

El ítem limita al norte con la cuenca del río Salado (Chañaral) y al sur con la cuenca del río Copiapó. Cubre un área de 5799 km² de teritorio continental y 25 km² de territorio insular compuesto de las islas San Félix, San Ambrosio y Salas y Gómez (esta última pertenece a la Región de Valparaíso).: 2–17 

## Geomorfología
En las cuencas del ítem se distinguen tres formas: la planicie litoral, una franja de llanos de sedimentación fluvial y la cordillera de la Costa.

## Población
| Comunas          | Superficie total de la comuna (km2) | Superficie dentro de la cuenca (km²) | Porcentaje dentro de la cuenca |
| ---------------- | ----------------------------------- | ------------------------------------ | ------------------------------ |
| Caldera          | 3.680                               | 2.730                                | 74,1%                          |
| Chañaral         | 5.759                               | 1.960                                | 34,0%                          |
| Copiapó          | 17.782                              | 1.073                                | 6,0%                           |
| Diego de Almagro | 18.969                              | 36                                   | 0,2%                           |
| Total comunal    | 46.190                              | 5.799                                | 12,6%                          |

Distribución de comunas en y en torno al ítem 033 del inventario BNA de cuencas de Chile. Las líneas azules delimitan las cuencas o ítems del inventario y las líneas rojas con letras rojas las comunas.

El territorio insular de la cuenca pertenece a la Provincia Isla de Pascua de la Región de Valparaíso. 
Las localidades pobladas en las cuencas son la ciudad de Caldera con 15439 habitantes, la aldea Bahía Inglesa con 590 habitantes y los caseríos Pulpo (259 hab.), Pulpito (103 hab.), Rodillo (74 hab.), Obispito (sin información) en el sector costero de la comuna de Caldera; y Portofino (sin información), Flamenco (185 hab.) y Barquitos (sin información) en el límite norte de la cuenca, comuna de Chañaral.: 2–33 
Este item contiene solo una subcuenca con islas.

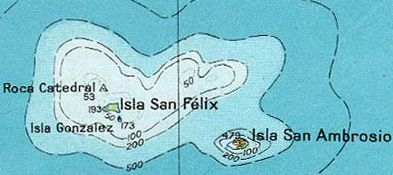
Islas Desventuradas.

Las islas Desventuradas son: isla de San Ambrosio, islote Gonzalo, Roca Catedral y la isla San Félix. La isla San Félix, la mayor de las tres, no tiene agua dulce y no se han visto huellas de escurrimientos superficiales.

## Subdivisiones
La Dirección General de Aguas subdivide o reúne las cuencas de Chile acorde a las necesidades de estudio y gestión. Existen dos inventarios que han logrado ser aceptados como principales, el del inventario de cuencas del Banco Nacional de Aguas (BNA) de 1978, de mayor uso, y el inventario de cuencas del Departamento de Administración de Recursos Hídricos (DARH) de 2014 de mejor cartografía que ha obligado a redefinir algunos límites, a veces con cambios mayores, pero también por algunas redefiniciones del concepto de subcuenca.
Bajo el BNA el código del ítem es 033 y con el DARH es 0304.
La subdivisión del BNA es como sigue:
| Cuenca                                                                             | Subcuenca | Subsubcuenca | Aguas                                                            | Área drenaje km² | Observaciones |
| ---------------------------------------------------------------------------------- | --------- | ------------ | ---------------------------------------------------------------- | ---------------- | ------------- |
| 033 Categoría:Cuencas costeras e islas entre río Salado y río Copiapó (033) (mapa) |           |              |                                                                  |                  |               |
| 033                                                                                | 0330      | 03300        | Costeras Entre Río Salado y Quebrada Flamenco                    | 284              |               |
| 033                                                                                | 0331      | 03310        | Quebrada Flamenco Hasta Quebrada Varillas                        | 1247             |               |
| 033                                                                                | 0331      | 03311        | Quebrada Flamenco Entre Arriba Quebrada Varillas y Desembocadura | 959              |               |
| 033                                                                                | 0332      | 03320        | Costeras Entre Quebrada Flamenco y Quebrada del Morado           | 123              |               |
| 033                                                                                | 0333      | 03330        | Quebrada del Morado Hasta Abajo Junta Quebrada Cuevitas          | 1103             |               |
| 033                                                                                | 0333      | 03331        | Quebrada del Morado Entre Quebrada del Potrero y Desembocadura   | 349              |               |
| 033                                                                                | 0334      | 03340        | Costeras Entre Quebrada del Morado y Río Copiapó                 | 1760             |               |
| 033                                                                                | 0335      | 03350        | Islas San Félix, San Ambrosio, Sala y Gómez                      | 25               |               |
| total:                                                                             | 6         | 8            | Región: III (100%) / Tipo: Exorreica / Desemb.: O. Pacífico      | 5850             |               |

La disposición de cuencas en el inventario DARH es la siguiente:
| Código     | Nombre                                                  | Código en mapa                                          | Tipología de cuenca                                     | Vertiente de cuenca                                     | Origen de cuenca                                        | Temperatura media anual (C°)                            | Temperatura máxima (C°)                                 | Temperatura mínima (C°)                                 | Precipitación anual (mm)                                | Número de estaciones fluviométricas                     | Número de estaciones pluviométricas                     | Área (km²)                                              |
| ---------- | ------------------------------------------------------- | ------------------------------------------------------- | ------------------------------------------------------- | ------------------------------------------------------- | ------------------------------------------------------- | ------------------------------------------------------- | ------------------------------------------------------- | ------------------------------------------------------- | ------------------------------------------------------- | ------------------------------------------------------- | ------------------------------------------------------- | ------------------------------------------------------- |
| 0304       | Cuencas Costeras e Islas entre Río Salado y Río Copiapó | Cuencas Costeras e Islas entre Río Salado y Río Copiapó | Cuencas Costeras e Islas entre Río Salado y Río Copiapó | Cuencas Costeras e Islas entre Río Salado y Río Copiapó | Cuencas Costeras e Islas entre Río Salado y Río Copiapó | Cuencas Costeras e Islas entre Río Salado y Río Copiapó | Cuencas Costeras e Islas entre Río Salado y Río Copiapó | Cuencas Costeras e Islas entre Río Salado y Río Copiapó | Cuencas Costeras e Islas entre Río Salado y Río Copiapó | Cuencas Costeras e Islas entre Río Salado y Río Copiapó | Cuencas Costeras e Islas entre Río Salado y Río Copiapó | Cuencas Costeras e Islas entre Río Salado y Río Copiapó |
| 030400     | Costeras entre Río Salado y Quebrada Flamenco           | 0                                                       | Exorreica                                               | Pacífico                                                | Pluvial                                                 | 17.4                                                    | 25.6                                                    | 9.2                                                     | 21.2                                                    | 0                                                       | 0                                                       | 283.5                                                   |
| 030401     | Quebrada Flamenco                                       | 0                                                       | Exorreica                                               | Pacífico                                                | Pluvial                                                 | 17.2                                                    | 25.4                                                    | 9.1                                                     | 24.9                                                    | 0                                                       | 0                                                       | 147.9                                                   |
| 03040100   | Quebrada Guamarga                                       | 25                                                      | Exorreica                                               | Pacífico                                                | Pluvial                                                 | 15.3                                                    | 23.9                                                    | 6.5                                                     | 18.6                                                    | 0                                                       | 0                                                       | 513.1                                                   |
| 03040101   | Quebrada Salitrosa                                      | 26                                                      | Exorreica                                               | Pacífico                                                | Pluvial                                                 | 15.3                                                    | 23.9                                                    | 6.6                                                     | 21.2                                                    | 0                                                       | 0                                                       | 1176.8                                                  |
| 0304010100 | Quebrada del Chivato                                    | 27                                                      | Exorreica                                               | Pacífico                                                | Pluvial                                                 | 14.0                                                    | 22.7                                                    | 5.0                                                     | 17.9                                                    | 0                                                       | 0                                                       | 349.3                                                   |
| 030402     | Costeras entre Quebrada Flamenco y Quebrada el Morado   | 0                                                       | Exorreica                                               | Pacífico                                                | Pluvial                                                 | 17.0                                                    | 25.1                                                    | 9.2                                                     | 30.1                                                    | 0                                                       | 0                                                       | 157.3                                                   |
| 030403     | Quebrada del Morado                                     | 0                                                       | Exorreica                                               | Pacífico                                                | Pluvial                                                 | 14.6                                                    | 23.2                                                    | 6.2                                                     | 26.6                                                    | 0                                                       | 0                                                       | 603.0                                                   |
| 03040300   | Quebrada Cuevitas                                       | 28                                                      | Exorreica                                               | Pacífico                                                | Pluvial                                                 | 15.1                                                    | 23.6                                                    | 6.8                                                     | 26.3                                                    | 0                                                       | 0                                                       | 209.0                                                   |
| 03040301   | Quebrada del Chago                                      | 29                                                      | Exorreica                                               | Pacífico                                                | Pluvial                                                 | 14.3                                                    | 23.0                                                    | 5.7                                                     | 26.3                                                    | 0                                                       | 0                                                       | 265.9                                                   |
| 03040302   | Quebrada del Potrero                                    | 30                                                      | Exorreica                                               | Pacífico                                                | Pluvial                                                 | 14.8                                                    | 23.4                                                    | 6.3                                                     | 23.9                                                    | 0                                                       | 0                                                       | 317.7                                                   |
| 030404     | Costeras sector Caldera                                 | 0                                                       | Exorreica                                               | Pacífico                                                | Pluvial                                                 | 15.2                                                    | 23.6                                                    | 7.2                                                     | 38.7                                                    | 0                                                       | 1                                                       | 1076.9                                                  |
| 030405     | Costeras sector Bahía Inglesa                           | 0                                                       | Exorreica                                               | Pacífico                                                | Pluvial                                                 | 15.7                                                    | 23.8                                                    | 8.2                                                     | 39.5                                                    | 0                                                       | 0                                                       | 698.5                                                   |

## Hidrología

Diagrama unifilar de cuencas costeras e islas entre río Salado y río Copiapó, ítem 033, del inventario de cuencas de Chile.

El ítem no tiene un curso de agua principal sino varias quebradas y aguadas. Las quebradas importantes son: Quebrada del Corralillo, Animas Viejas, Áspera, Cuevitas, de Chago, de la Brea, de la Higuera, del Chango, del Chivato, del Morado, del Pollo, del Potrero, Flamenco, Guamanga, La Leona, La Lisa, La Salada, Leones, Los Infieles, Pajonales y Salitrosa.: 2–23 
Sin embargo, existen varias "aguadas", afloraciones puntuales de agua, que aparecen en el terreno y que están descritas por Luis Risopatrón en su Diccionario Jeográfico de Chile:
San Juan (Agua de) 26° 51' 70° 18' Es esquisita i se estrae de pozos o piques, en la parte superior de la quebrada de Flamenco. 98, i, p. 98; ii, p. 436; i n i, p. 98 i 134 i carta de San Román (1892): 128; 156; i 161.i, p. 8.
Brea (Agua de la) 26° 38’ 70° 42'. Es de vertiente natural, de regular clase i revienta en la quebrada del mismo nombre, hacia el SE del puerto de Flamenco. 98, III, p. 98 i carta de San Román (1892); i 156.
Leones (Agua de los) 26° 58' 70° 48'. Revienta cerca de la costa del mar, entre la punta Cabeza de Vaca i el puerto de Caldera. 98, carta (1892); 128; i 156.

### Red hidrográfica
Los cuerpos de agua considerados en esta categoría son:

### Caudales y régimen
El régimen de las quebradas es pluvial de carácter intermitente,asociado a fuertes precipitaciones durante el verano como consecuencia del llamado invierno boliviano.: 2–24 

### Humedales
No hay humedales asociados a las cuencas en cuestión.

### Acuíferos
En las cuencas han sido determinadas cinco sectores hidrogeológicos de aprovechamiento común, que a la fecha del informe citado, no tenían restricciones para el otorgamiento de derechos de aprovechamiento de agua (DAA).: 4–93 
| Código SHAC   | Nombre SHAC            | Tipo Limitación | Área (km²) | AC - Modelo |
| ------------- | ---------------------- | --------------- | ---------- | ----------- |
| SHAC-03-25-59 | Caldera                | Abierto         | 1.583,99   | AC: 2,5,6,8 |
| SHAC-03-26-60 | Cerro del Obispo       | Abierto         | 116,14     | AC:12,13    |
| SHAC-03-28-62 | Quebrada Animas Viejas | Abierto         | 281,94     | AC:3,11     |
| SHAC-03-29-63 | Quebrada del Morado    | Abierto         | 1.435,68   | AC:1,10     |
| SHAC-03-30-64 | Quebrada Flamenco      | Abierto         | 2.185,88   | AC:4,7,9    |

### Glaciares
Como consecuencia de la baja altitud de los cerros que las conforman, las cuencas del ítem no tienen glaciares.: 2–25 

### Desaladoras
- Planta desaladora de agua de mar para la Región de Atacama, produce agua potable.
- Desalinizadora Minera Candelaria, produce agua de uso industrial. (Solo 40 l/s agua para la empresa sanitaria local)
- Planta Desaladora AguasCAP, produce agua de uso industrial.

## Obras hidráulicas
La ciudad puerto de Caldera (Chile), con todas sus construciones portuarias y de infraestructura urbana para el agua potable y alcantarillado se encuentra en la cuenca.

## Clima

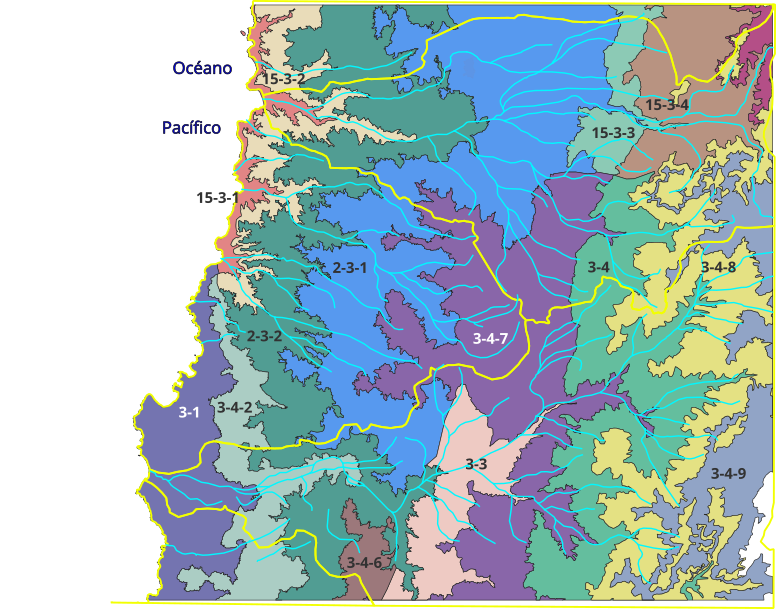
Distritos agroclimáticos en las cuencas costeras entre Chañaral y Copiapó del ítem 033.

El Atlas agroclimático de Chile distingue 7 distritos agroclimáticos en las cuencas del ítem 033:
- 15-3-1 Desierto con influencia marina y régimen de humedad xérico (BWnXe). La temperatura oscila entre un máximo de enero de 24,8 °C (máx de 27,1 °C y mín de 21,4 °C dentro del distrito) y un mínimo de julio de 10,4 °C (máx de 10,2 °C y mín de 7,8 °C dentro del distrito). En todo el año no tiene heladas. El periodo de temperaturas favorables a la actividad vegetativa dura 12 meses. Registra anualmente 2.487 días grado y 1 hora de frío acumulada hasta el 31 de julio. La precipitación media anual es de 10 mm y un periodo seco de 12 meses, con un déficit hídrico de 1.629 mm/año. El período húmedo dura 0 meses durante los cuales se produce un excedente hídrico de 0 mm.
- 3-1 Desierto con influencia marina y régimen de humedad xérico (BWnXe). La temperatura oscila entre un máximo de enero de 23,6 °C (máx de 26 °C y mín de 21,7 °C dentro del distrito) y un mínimo de julio de 8,3 °C (máx de 8,9 °C y mín de 6,2 °C dentro del distrito). En todo el año no tiene heladas. El periodo de temperaturas favorables a la actividad vegetativa dura 12 meses. Registra anualmente 1.887 días grado y 47 horas de frío acumuladas hasta el 31 de julio. La precipitación media anual es de 28 mm y un periodo seco de 12 meses, con un déficit hídrico de 1.374 mm/año. El período húmedo dura 0 meses durante los cuales se produce un excedente hídrico de 0 mm.
- 15-3-2 Desierto con influencia marina y régimen de humedad xérico (BWnXe). La temperatura oscila entre un máximo de enero de 27,7 °C (máx de 30,2 °C y mín de 23,6 °C dentro del distrito) y un mínimo de julio de 9,1 °C (máx de 10,5 °C y mín de 5,2 °C dentro del distrito). En todo el año no tiene heladas. El periodo de temperaturas favorables a la actividad vegetativa dura 12 meses. Registra anualmente 2.788 días grado y 12 horas de frío acumuladas hasta el 31 de julio. La precipitación media anual es de 2 mm y un periodo seco de 12 meses, con un déficit hídrico de 1.828 mm/año. El período húmedo dura 0 meses durante los cuales se produce un excedente hídrico de 0 mm.
- 3-4-2 Desierto con influencia marina y régimen de humedad Xérico (BWnXe). La temperatura oscila entre un máximo de enero de 26,3 °C (máx de 28,7 °C y mín de 23,4 °C dentro del distrito) y un mínimo de julio de 7,4 °C (máx de 9,5 °C y mín de 4,5 °C dentro del distrito). Tiene un promedio de 345 días consecutivos libres de heladas. En el año se registra un promedio de 0 heladas. El periodo de temperaturas favorables a la actividad vegetativa dura 12 meses. Registra anualmente 2.065 días grado y 91 horas de frío acumuladas hasta el 31 de julio. La precipitación media anual es de 66 mm y un periodo seco de 12 meses, con un déficit hídrico de 1.382 mm/año. El período húmedo dura 0 meses durante los cuales se produce un excedente hídrico de 0 mm.
- 2-3-2 Desierto con influencia marina y régimen de humedad xérico (BWnXe). La temperatura oscila entre un máximo de enero de 28,2 °C y un mínimo de julio de 7,3 °C. Tiene un promedio de 345 días consecutivos libres de heladas. En el año se registra un promedio de 0 heladas. El período de temperaturas favorables a la actividad vegetativa dura 12 meses. Registra anualmente 2.417 días grado y 80 horas de frío acumuladas hasta el 31 de julio. La precipitación media anual es de 6 mm y un período seco de 12 meses, con un déficit hídrico de 1.757 mm/año. El período húmedo dura 0 meses durante los cuales se produce un excedente hídrico de 0 mm.
- 2-3-1 Desierto interior y régimen de humedad xérico (BWXe). La temperatura oscila entre un máximo de enero de 28,8 °C (máx de 31.8 °C y mín de 25 °C dentro del distrito) y un mínimo de julio de 6 °C (máx de 10 °C y mín de 4 °C dentro del distrito). Tiene un promedio de 339 días consecutivos libres de heladas. En el año se registra un promedio de 2 heladas. El periodo de temperaturas favorables a la actividad vegetativa dura 12 meses. Registra anualmente 2.490 días grado y 154 horas de frío acumuladas hasta el 31 de julio. La precipitación media anual es de 0 mm y un periodo seco de 12 meses, con un déficit hídrico de 2.018 mm/año. El período húmedo dura 0 meses durante los cuales se produce un excedente hídrico de 0 mm.
- 3-4-7 Desierto interior y régimen de humedad xérico (BWXe). La temperatura oscila entre un máximo de enero de 27,6 °C (máx de 31,9 °C y mín de 24 °C dentro del distrito) y un mínimo de julio de 3,6 °C (máx de 6,1 °C y mín de 1,1 °C dentro del distrito). Tiene un promedio de 204 días consecutivos libres de heladas. En el año se registra un promedio de 20 heladas. El periodo de temperaturas favorables a la actividad vegetativa dura 12 meses. Registra anualmente 1.790 días grado y 598 horas de frío acumuladas hasta el 31 de julio. La precipitación media anual es de 41 mm y un periodo seco de 12 meses, con un déficit hídrico de 1.979 mm/año. El período húmedo dura 0 meses durante los cuales se produce un excedente hídrico de 0 mm.

## Actividades económicas
En la Región de Atacama es la minería con 1331 MM$ el motor de la economía, seguido por los servicios financieros y empresariales con 401 MM$, la construcción, con 339 MM$. Les siguen la electricidad, agua, gas y la gestión de desechos (235 MM$), servicios personales (223 MM$), transporte, información y comunicaciones (164 MM$) y otros.: 239 

## Áreas bajo protección oficial y conservación de la biodiversidad
Las cuencas no tienen Norma Secundaria de Calidad Ambiental Medio Hídrico ni humedales urbanos declarados. Existen en las cuencas del ítem 033 el santuario de la naturaleza "Granito Orbicular", los bienes nacionales protegidos "Cerro Ballena" Morro- Desembocadura Río Copiapó", y "Quebrada Leones" y el sitio prioritario "Zona Desierto Florido".